# Onderpresteren
Onderpresteren is het onder een bepaald niveau presteren. Deze term komt uit de pedagogiek. Hier heeft het de betekenis van het presteren (vaak van hoogbegaafde mensen en voornamelijk kinderen) onder hun maximale niveau. Onderpresteren vergelijkt de huidige prestatie met een bepaalde norm. De norm is dan meestal het gemiddelde niveau dat leerlingen met gelijkaardige kenmerken behalen. Presteert men boven die norm dan spreekt men van overpresteren.
Doorgaans wijt men onderpresteren aan een gebrek aan motivatie; dit verschuift echter het probleem naar: waarom is de leerling niet gemotiveerd? Het aantal mogelijke oorzaken voor gebrek aan motivatie is uitgebreid, en kunnen zowel bij de persoon (de leerling), de thuis-omgeving, als bij de taak-kenmerken op school liggen, vaak ook onderling gecombineerd.
Onderpresteren komt voor op alle niveaus. Een middelmatig begaafde leerling die (zeer) zwak presteert is evenzeer een zorgwekkende onderpresteerder, als een zwakbegaafde leerling die zelfs de norm in het buitengewoon of het speciaal onderwijs niet haalt.
Bij hoogbegaafde leerlingen dreigt het onderpresteren wat vaker omdat zij zich meestal, vooral op de basisschool waar er geen verschillende niveaus zijn, moeten afstellen op een lager niveau, dat van de gemiddelde leerling, waar het onderwijs meestal op afgestemd is. Wel is het zo dat men tegenwoordig in het basisonderwijs meer begrijpt dat differentiatie voor alle partijen verrijkend kan zijn.

## Is onderpresteren een probleem?
Onderpresteren is wellicht een "verlies van talent", zowel voor de persoon zelf als voor zijn omgeving. Soms kan onderpresteren echter ook een verdedigingsmechanisme zijn om niet als "uitzonderlijk" beschouwd te worden en zich dus te kunnen blijven aansluiten bij de (peer-)groep.

## Signalen
Wanneer de resultaten bij een kind slecht zijn, kan uit een aantal signalen worden afgeleid of een kind onderpresteert of de leerstof echt niet aankan.
- Het kind heeft het hoofd niet bij de les of is met andere zaken bezig;
- Het kind klaagt bij de ouders of docent dat school saai is of dat hij zich verveelt;
- Het kind ligt slecht in de groep vanwege "eigenwijs" of "betweterig" gedrag;
- In een één-op-één-gesprek komt het kind welbespraakt en intelligent naar voren;
- Het kind blijkt zijn huiswerk niet of slecht voor te bereiden.

## Onderpresteren op het werk
Ook in het bedrijfsleven komt onderpresteren voor. Dit kan soms met dezelfde redenen samenhangen als bij kinderen. De werknemer kan wellicht bepaalde taken sneller verrichten dan de rest en stelt zijn prestaties naar beneden bij. Daar bij de meeste bedrijven men van mening is dat iedere starter de eenvoudiger klusjes eerst moet leren, is dit een situatie waar niet aan valt te ontkomen. Het kan echter wel tot slordigheid, en mentale afwezigheid van de werknemer leiden.
Een andere reden om onder te presteren is ingebakken in de functie. Een belastingadviseur zal bijvoorbeeld slechts worden ingehuurd voor het geven van belastingadvies. Als de klant hem vervolgens om beleggingstips gaat vragen, of over juridische problemen begint, zal een goede belastingadviseur hier niet op ingaan en doorverwijzen naar respectievelijk een beleggingsadviseur of een advocaat. Dit dient hij ook te doen als hij wel deskundig is op dit gebied. De reden hierachter is een verhoogd risico op aansprakelijkheid, en het feit dat de belastingadviseur hier niet voor betaald wordt. Tevens bestaat de kans dat een klant, ook van collega's van de belastingadviseur in hetzelfde bedrijf steeds meer zal gaan vragen. Onderpresteren vormt hier dus een vorm van zelfbescherming.
Ook het beoordelingssysteem van bedrijven werkt soms onderpresteren in de hand. Dit kan komen door een gebrek aan controle en prikkels, waardoor de werknemer niet geprikkeld wordt zijn  best te doen. Maar veel bedrijven hebben ook de neiging normen op te schroeven. Als deze norm bijvoorbeeld 1500 uren per jaar is, en werknemers schrijven er 1700, dan is de kans groot dat de norm verhoogd wordt naar bijvoorbeeld 1650 uren. Het risico is dan dat men in een cyclus komt waarin de druk voortdurend opgevoerd wordt. Daarom zal een werknemer kunnen besluiten om net boven de norm te gaan presteren, omdat hij door meer te werken alleen maar bereikt dat de norm opgeschroefd wordt.
Ten slotte kan de aanleiding tot onderpresteren ook een verbroken psychologisch contract zijn. Op een of andere wijze zijn de verwachtingen van of het vertrouwen in het werk of de loopbaan niet uitgekomen of geschaad, waardoor de werknemer zijn motivatie heeft verloren.